# 村岡吾一

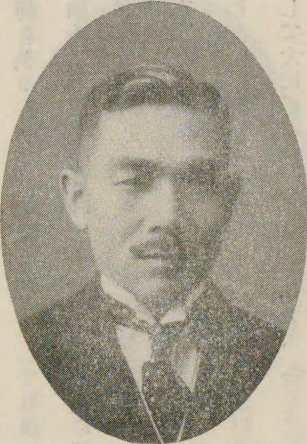
村岡吾一

村岡 吾一（むらおか ごいち、1885年（明治18年）8月28日 - 1952年（昭和27年）1月2日）は、日本の衆議院議員（立憲民政党）。弁護士。

## 経歴
山口県大島郡蒲野村（現在の周防大島町）出身。村役場に勤務の後、1906年（明治39年）に裁判所書記試験に合格した。1907年（明治40年）に日本大学を卒業した後は、通信手や東京地方裁判所書記を務めるかたわら、日本大学高等専攻科に在籍した。1910年（明治43年）、弁護士試験に合格し、江木衷の事務所に勤務した。その後、下関市に事務所を開き、後には山口弁護士会長に選出された。下関市会議員、同議長、山口県会議員を歴任。
1930年（昭和5年）、第17回衆議院議員総選挙に出馬し、当選。第19回衆議院議員総選挙で再選を果たした。
その他、日本建材工業株式会社取締役を務めた。

## 著書
- 『司法警察官実務資料』（1911年、成文閣）